# Toivo Reingoldt

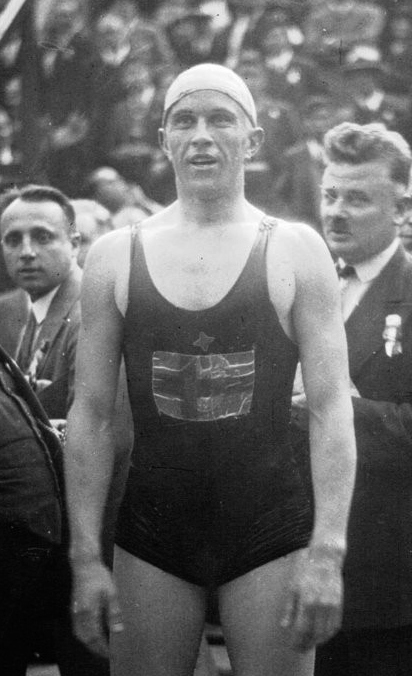
Toivo Reingoldt bei den Europameisterschaften 1931

Toivo „Ivo“ Walfried Reingoldt (geboren am 15. März 1906 in Kotka; gestorben am 28. September 1941 bei Viitana) war ein finnischer Schwimmer, der 1931 Europameister wurde.

## Leben
Bei den Europameisterschaften 1931 in Paris siegte Reingoldt über 200 Meter Brust vor den Deutschen Karl Wittenberg und Erwin Sietas. Ein Jahr später bei den Olympischen Spielen 1932 in Los Angeles erreichte Reingoldt das Halbfinale über 200 Meter Brust, schied dort aber als Neunter und Letzter aus. Erwin Sietas schwamm als einziger Europäer im Finale und wurde Vierter. Reingoldt war auch bei den Europameisterschaften 1934 in Magdeburg dabei und belegte den fünften Platz über 200 Meter Brust.
Reingoldt war im damals zum russischen Reich gehörigen Großfürstentum Finnland geboren worden. Er starb im nach dem Winterkrieg zur Sowjetunion gehörigen und im Fortsetzungskrieg von Finnland rückeroberten Karelien, als er mit einer Maschine der Luftstreitkräfte Finnlands abstürzte.